# Méandre du Saugey
Ne doit pas être confondu avec Saugeais.
Pour les articles homonymes, voir Saugey (homonymie).
Le méandre du Saugey ou tout simplement Le Saugey est une partie du territoire de la commune de Brangues, située sur la rive droite du Rhône et formé par un ancien bras du fleuve. Il s'agit d'une zone naturelle rattachée à la Réserve naturelle nationale du Haut-Rhône français, reconnu espace naturel sensible. 
« Le Saugey » correspond également au nom d'un hameau qui a donné son nom à un ancien pénitencier créé à la fin du XIXe siècle.

## Géographie

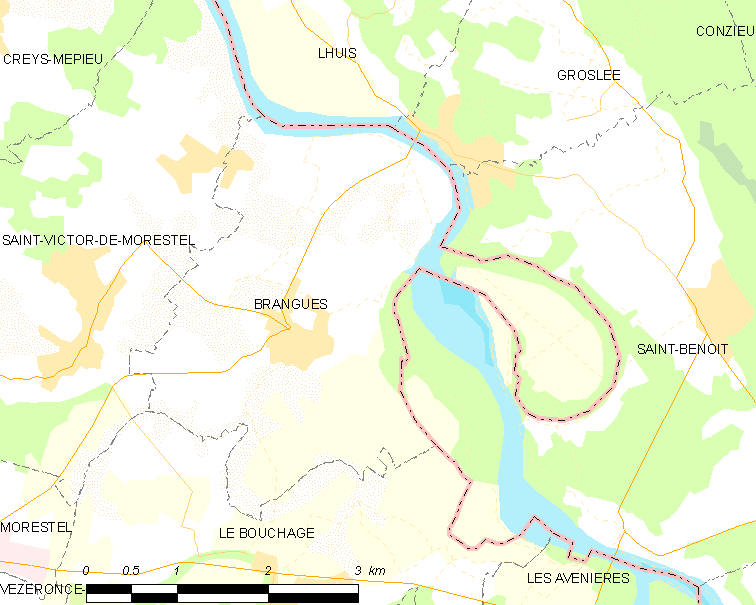
Le méandre du Saugey se situe dans la partie orientale de la commune, de l'autre côté du Rhône sur la carte

La modeste hameau du Saugey, situé au centre d'un ancien méandre du Rhône, présente la particularité d'être une enclave du département de l'Isère (commune de Brangues) dans le département de l'Ain (commune de Groslée-Saint-Benoit). Le site est bordé par l'Île du Grand Brotteau.
Jusqu'à la fin du XVIIe siècle, le cours du fleuve formait un méandre qui contournait le hameau du Saugey. Le cours du fleuve s'est ensuite modifié et adopta un tracé plus direct qui désolidarisa le Saugey du reste du territoire communal, lequel reste entouré d'une zone marécageuse.

## L'espace naturel sensible
Le méandre du Saugey est classé espace naturel sensible (ENS) du département de l'Isère. Il est rattaché à la récente réserve naturelle nationale du Haut-Rhône français.
Cet ENS présente une grande diversité de milieux naturels dont une forêt de saules cendrés, des roselières et des prairies inondables. Plus d'une dizaine de plantes remarquables y ont été recensées, parmi lesquelles l'hottonie des marais, la renoncule grande douve, la petite naïade, la fritillaire pintade. Le site abrite plus de 80 espèces d'oiseaux dont l'aigrette garzette, le faucon hobereau, le héron pourpré et le martin-pêcheur ainsi que des espèces de libellules dont l'anax empereur.

## Le pénitencier
Le domaine du Saugey, situé dans le méandre, devient la possession de l’œuvre de Saint-Léonard le 28 octobre 1873. Cette institution religieuse possédait déjà un établissement à Couzon dans le département voisin du Rhône.
Le pénitencier du Saugey était, en fait, destiné à recevoir les condamnés libérés mais qui restaient sous surveillance en vue de leur réinsertion. Les personnes hébérgées s'y rendaient à pied avec un petit pécule et des papiers à faire signer en route. Ces derniers travaillaient comme cultivateurs ou comme artisans. certains d'entre eux ont notamment construit une chapelle dédiée à Saint Dysmas, la digue qui entoure tout le domaine de Saugey et un pont sur l'ancien bras du Rhône.
L'établissement est dirigé par l’Abbé Bonhomme qui, à partir de 1875, aidé par les petites sœurs de Saint Joseph de Citeaux.  Le pénitencier qui ne peut plus fonctionner, faute de moyens, sera vendu par l'œuvre en 1898. L’autel en bois sculpté et la cloche ont été transférés dans la chapelle de Saintt Léonard à Couzon-au Mont-d’Or.